# Völlan
Völlan (Foiana) is een dorp in de Italiaanse provincie Zuid-Tirol dat behoort tot Lana en is gelegen op ongeveer 700 meter hoogte. Völlan staat bekend als luchtkuuroord. Het dorp biedt een uitzicht over het Etschdal. Een van de bezienswaardigheden vlak bij Völlan is de kerk van St-Hyppolit.

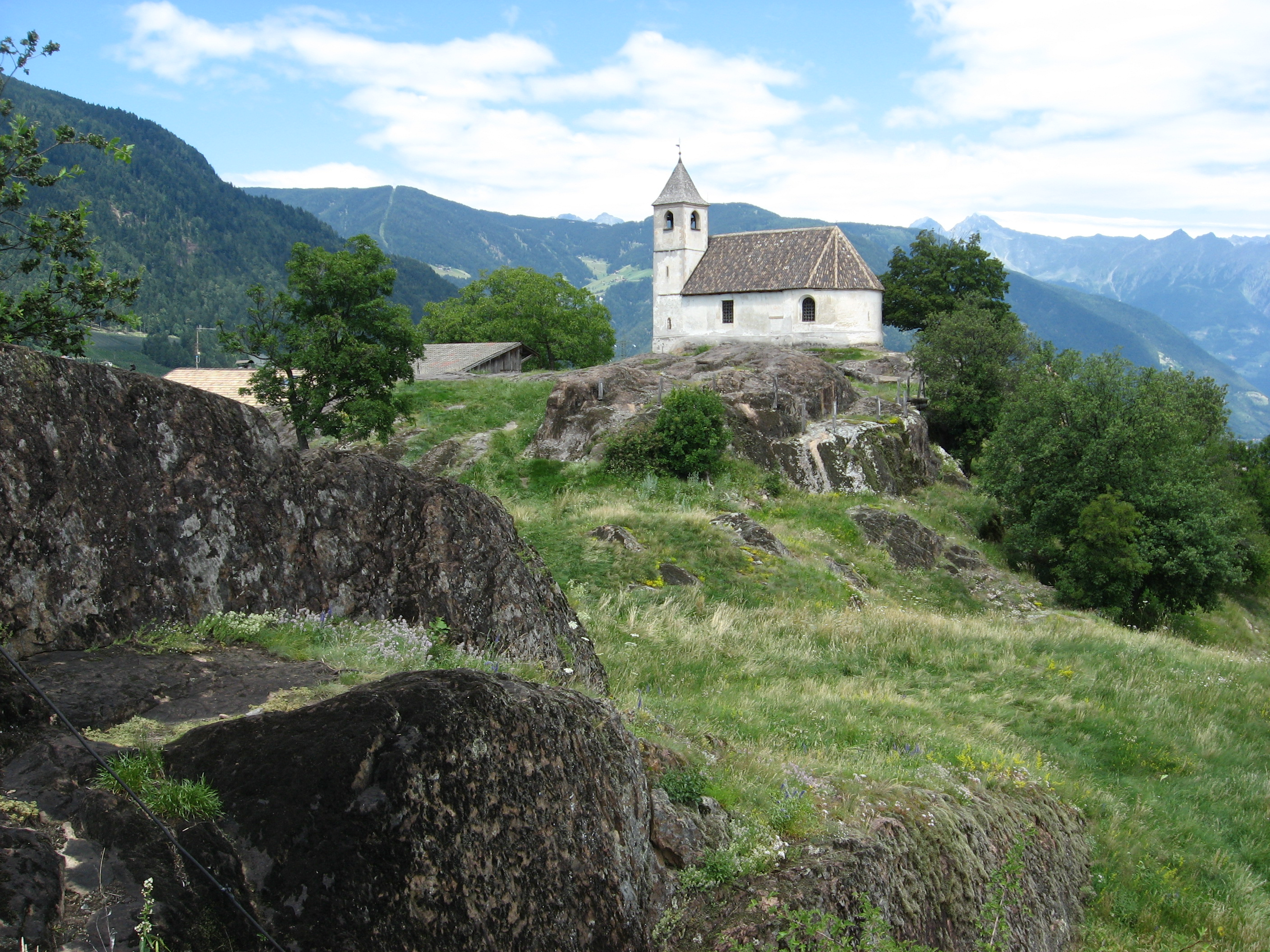
St Hyppolit